# 유로비전 송 콘테스트 1958

초록색은 참여한 국가, 노란색은 과거에는 참여했지만 1958년에는 참여를 하지 않은 국가이다.

유로비전 송 콘테스트 1958(Eurovision Song Contest 1958)은 제3회 유로비전 송 콘테스트이다. 1958년 3월 12일 네덜란드 힐베르쉼에 위치한 AVRO 스튜디오에서 열렸으며 네덜란드 텔레비전 재단이 주관했다. 사회자는 하니 립스가 맡았다. 프랑스가 처음으로 우승을 한 유로비전 대회였다.

## 참가국 및 방송국
스웨덴이 처음으로 참가했다. 반면 영국은 참가하지 않았다.
- 네덜란드 네덜란드 텔레비전 재단(NTS)
- 스웨덴 SR 스베리예스 라디오
- 덴마크 SR 스타트스라디오포니엔(DR 덴마크 방송 협회)
- 오스트리아 ORF 오스트리아 방송
- 서독 ARD
- 벨기에
  - INR(RTBF 벨기에 라디오 텔레비전 프랑스어 방송, 프랑스어)
  - NIR(VRT 플란데런 라디오 텔레비전 방송, 네덜란드어)
- 룩셈부르크 CLT 텔레 룩셈부르크(RTL 그룹)
- 프랑스 프랑스 라디오 텔레비전 방송(RTF)
- 스위스 스위스 방송 협회(SRG SSR)
- 이탈리아 RAI 이탈리아 방송 협회

다음 나라의 방송국들은 참가하지는 않았지만 방송을 실시했다.
- 영국 BBC 영국방송공사

## 결과
이 콘테스트의 결과 프랑스의 가수 앙드레 클라보의 "Dors, mon amour"(잠자는 내 사랑)라는 곡이 1위로 우승하였다.
이번 대회의 심사위원은 현장 작업실이 아닌 각국에서 전화 투표를 통해 심사를 수행했다. 콘테스트가 생방송으로 진행되던 동안 여러 나라에서 기술적인 결함으로 인해 이탈리아 대표로 참가했던 도메니코 모두뇨가 노래하는 모습을 듣거나 볼 수 없었다. 모두뇨는 모든 참가자들의 공연이 끝난 이후에 다시 노래를 불렀다.
| 순서 | 나라       | 언어       | 아티스트          | 노래                             | 의미                                 | 점수 | 등수 |
| ---- | ---------- | ---------- | ----------------- | -------------------------------- | ------------------------------------ | ---- | ---- |
| 1    | 이탈리아   | 이탈리아어 | 도메니코 모두뇨   | Nel blu, dipinto di blu          | 파란색으로, 파란색으로 칠해져 있어요 | 13   | 3    |
| 2    | 네덜란드   | 네덜란드어 | 코리 브로컨       | Heel de wereld                   | 전 세계                              | 1    | 9    |
| 3    | 프랑스     | 프랑스어   | 앙드레 클라보     | Dors, mon amour                  | 잠자는 내 사랑                       | 27   | 1    |
| 4    | 룩셈부르크 | 프랑스어   | 솔랑주 베리       | Un grand amour                   | 큰 사랑                              | 1    | 9    |
| 5    | 스웨덴     | 스웨덴어   | 알리체 바브스     | Lilla stjärna                    | 작은 별                              | 10   | 4    |
| 6    | 덴마크     | 덴마크어   | 라크벨 라스테니   | Jeg rev et blad ud af min dagbog | 나는 일기장에서 한 페이지를 찢었다   | 3    | 8    |
| 7    | 벨기에     | 프랑스어   | 퓌드 르클레르크   | Ma petite chatte                 | 나의 작은 고양이                     | 8    | 5    |
| 8    | 서독       | 독일어     | 마르고트 힐셔     | Für zwei Groschen Musik          | 2센트짜리 음악                       | 5    | 7    |
| 9    | 오스트리아 | 독일어     | 리아네 아우구스틴 | Die ganze Welt braucht Liebe     | 온 세상은 사랑이 필요해              | 8    | 5    |
| 10   | 스위스     | 이탈리아어 | 리스 아시아       | Giorgio                          | 조르조                               | 24   | 2    |

### 득표 결과
|        |            | 심사위원 | 심사위원 | 심사위원   | 심사위원 | 심사위원 | 심사위원 | 심사위원 | 심사위원   | 심사위원 | 심사위원 | 심사위원 |
| 합계   | 이탈리아   | 네덜란드 | 프랑스   | 룩셈부르크 | 스웨덴   | 덴마크   | 벨기에   | 서독     | 오스트리아 | 스위스   |          |          |
| ------ | ---------- | -------- | -------- | ---------- | -------- | -------- | -------- | -------- | ---------- | -------- | -------- | -------- |
| 참가국 | 이탈리아   | 13       |          | 1          | 1        |          | 1        |          | 4          | 4        | 1        | 1        |
| 참가국 | 네덜란드   | 1        |          |            |          |          |          |          |            |          |          | 1        |
| 참가국 | 프랑스     | 27       | 6        |            |          | 1        | 1        | 9        | 1          | 1        | 7        | 1        |
| 참가국 | 룩셈부르크 | 1        |          |            |          |          |          |          |            |          |          | 1        |
| 참가국 | 스웨덴     | 10       |          | 2          |          | 3        |          |          | 1          |          | 1        | 3        |
| 참가국 | 덴마크     | 3        |          | 1          | 1        |          | 1        |          |            |          |          |          |
| 참가국 | 벨기에     | 8        |          |            |          |          | 1        | 1        |            | 5        |          | 1        |
| 참가국 | 서독       | 5        |          |            | 2        |          | 1        |          | 1          |          | 1        |          |
| 참가국 | 오스트리아 | 8        |          |            | 3        | 1        | 1        |          | 1          |          |          | 2        |
| 참가국 | 스위스     | 24       | 4        | 6          | 3        | 5        | 4        |          | 2          |          |          |          |